# Рехан, Ада
Ада Рехан (англ. Ada Rehan; 22 апреля 1857 — 8 января 1916) — американская актриса и комик, олицетворявшая «индивидуальный» стиль игры в девятнадцатом веке.

## Молодость и карьера
Урожденная Бриджит Крехан родилась в графстве Лимерик, Ирландия, 22 апреля, скорее всего, в 1857 году (когда она подала заявление на получение американского паспорта, она отбросила несколько лет и назвала 1860 годом своего рождения). В семье было пятеро детей. Отец, Томас Крехан (умер в 1890 году), мать Харриет (или Харриетт) Райан Крехан (умерла в 1901 году). Фамилия семьи, видимо, позже была изменена на Рехан. Когда она была маленькой, ее семья эмигрировала в Соединенные Штаты и поселилась в Бруклине. Год её рождения позднее был оспорен критиком, который написал в Boston Globe 24 ноября 1888 года, когда ей должен был быть 31 год (или 28, по её собственным подсчетам позже): «Аде Рехан сорок лет и больше. Она удачно маскирует возраст для ролей молодых девушек … но при близком взгляде при свете дня показывает свой возраст» Другие потенциальные годы рождения, почерпнутые из путевых листов и других записей, включают 1854, 1858 и 1859.
Братья и сестры Ады нашли работу в театре. Её сестры Харриет и Кейт вышли на сцену первыми. Кейт вышла замуж за друга-актера Оливера Дауда Байрона. Их сыном, племянником Ады, был актер Артур Байрон . Два брата Ады, Уильям и Артур, были связаны с деловой стороной театра. Ее первое выступление состоялось в Ньюарке, штат Нью-Джерси, в пьесе « Через континент», написанной ее зятем, в которой она заменила актрису во второстепенной роли, которая была больна и не могла играть. Ее игра была достаточно удачной, чтобы ее семья решила, что она должна продолжить карьеру в театре. Ее следующее выступление состоялось в Филадельфии, в Театре миссис Луизы Дрю, где ее неверно представили как Аду К. Рехан, и это имя прижилось. Затем Ада отправилась в Луисвилл, чтобы присоединиться к репертуарному театру Macauley’s Theater, где она оставалась один сезон (1875-76). Впоследствии она появилась в Балтиморе, Олбани и других городах с труппой Джона В. Олбоу и сыграла роли второго плана вместе с такими известными актерами, как Эдвин Бут и Джон Эдвард Маккалоу .

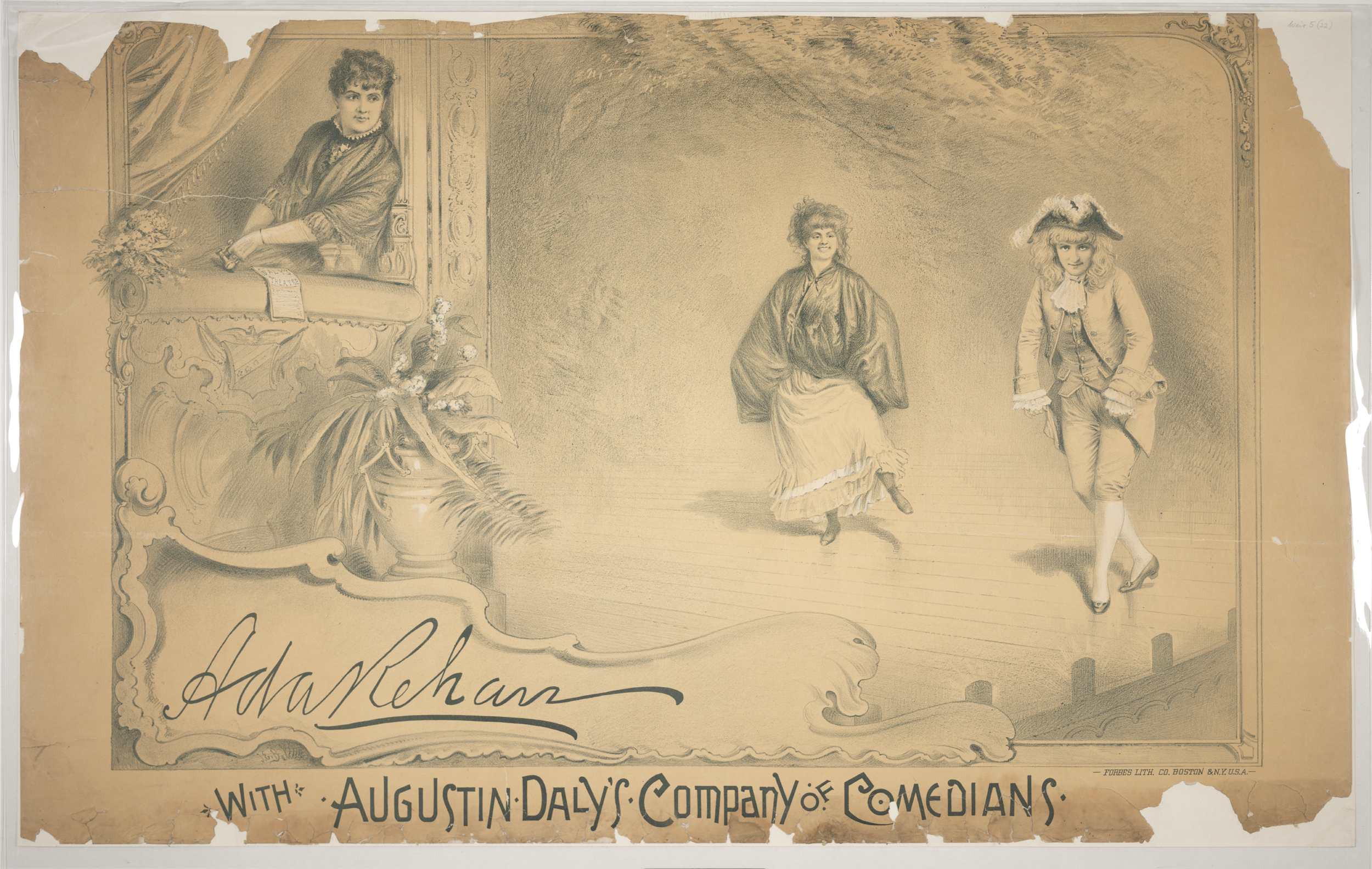
Автограф Рехан на афише театра

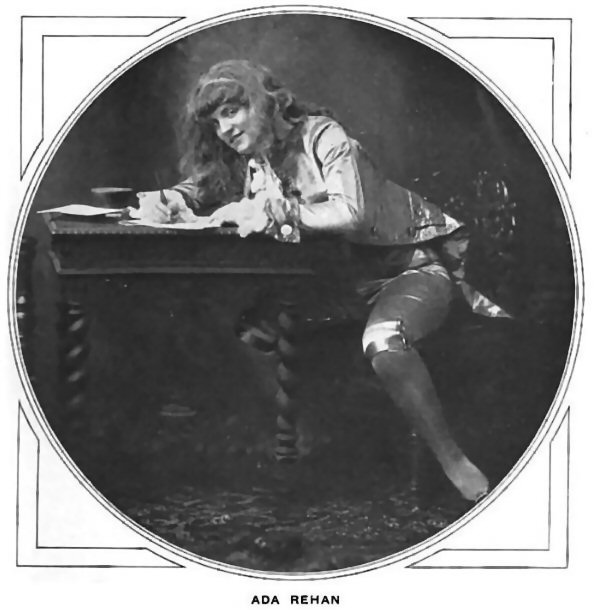
Ада Рехан

## Слава и Огюстин Дэйли
Рехан играла в одной из пьес Дейли, « Пике», поставленной Нью-Йоркским Большим оперным театром, с Фанни Дэвенпорт в главной роли, когда успешный театральный менеджер Огюстин Дейли впервые обратил на нее внимание в апреле 1879 года. Позже в том же году, когда он открыл свой третий театр в Нью-Йорке, Daly’s Fifth Avenue Theater, Рехан присоединилась к его труппе. Рехан продолжала работать с Дейли до самой его смерти двадцать лет спустя, но их отношения, хотя и отмеченные огромным профессиональным успехом для обоих, были непростыми.
Рехан была частью компании Дейли, известной как «Большая четверка». Джон Дрю младший, миссис Энн Хартли Гилберт и Джеймс Льюис составили остальную часть группы. Под тщательным руководством и управлением Дейли четверка покорила критиков и публику своими выступлениями — шекспировскими комедиями, комедиями эпохи Реставрации и переводами немецких фарсов. Как правило, четыре главных героя разыгрывают вариации одних и тех же персонажей. Для Дрю и Рехан были отведены романтические герои и героини, в то время как Льюис и Гилберт взяли на себя более старые характерные роли. Как описал это один репортер из Herald : "У Дейли есть один способ разыграть комедию и только один. Будь то произведение Шеридана, Шекспира, Шонтана или Джерома, актеры всегда хорошие, яркие американцы из среднего класса " Добившись большого успеха в «Брючных ролях», в Америке и за рубежом она воплотила идеал женственности, который был желанным и респектабельным. В своей биографии о ней один из современников Рехана Уильям Винтер писал: «Каждая партия, за которую она взялась, была пронизана чем-то от нее самой. . . Ее душа отдана профессии, а характер самой женщины проявляется в характере, который она играет» Вскоре стало ясно, что Рехан была звездой компании Дейли даже в «большой четверке», но Дейли отказался это признать .
Профессиональные отношения Рехан и Дейли осложнились еще больше, когда стали личными. Общеизвестно, что Рехан стала любовницей женатого Дэйли в самом начале их партнерства. Корнелия Отис Скиннер пишет об их отношениях, что «помимо того, что она была ведущей леди, [она] наслаждалась закулисной ролью любовницы. . . Держать кнут в руке, удерживая женщину ее красоты и известности в компромиссном положении и внебрачных связях, имевших место в те осторожные времена, было подачкой его воле к власти „ Их романтическая привязанность в сочетании с профессиональным союзом позволяет легко интерпретировать их отношения как Свенгали .
Самым большим достижением Дейли и Рехан стала постановка “Укрощение строптивой» 1887 года. Спектакль играли как в Нью-Йорке, так и в Лондоне, и в первом сезоне было 121 выступление, что было настоящим подвигом для шоу в девятнадцатом веке.

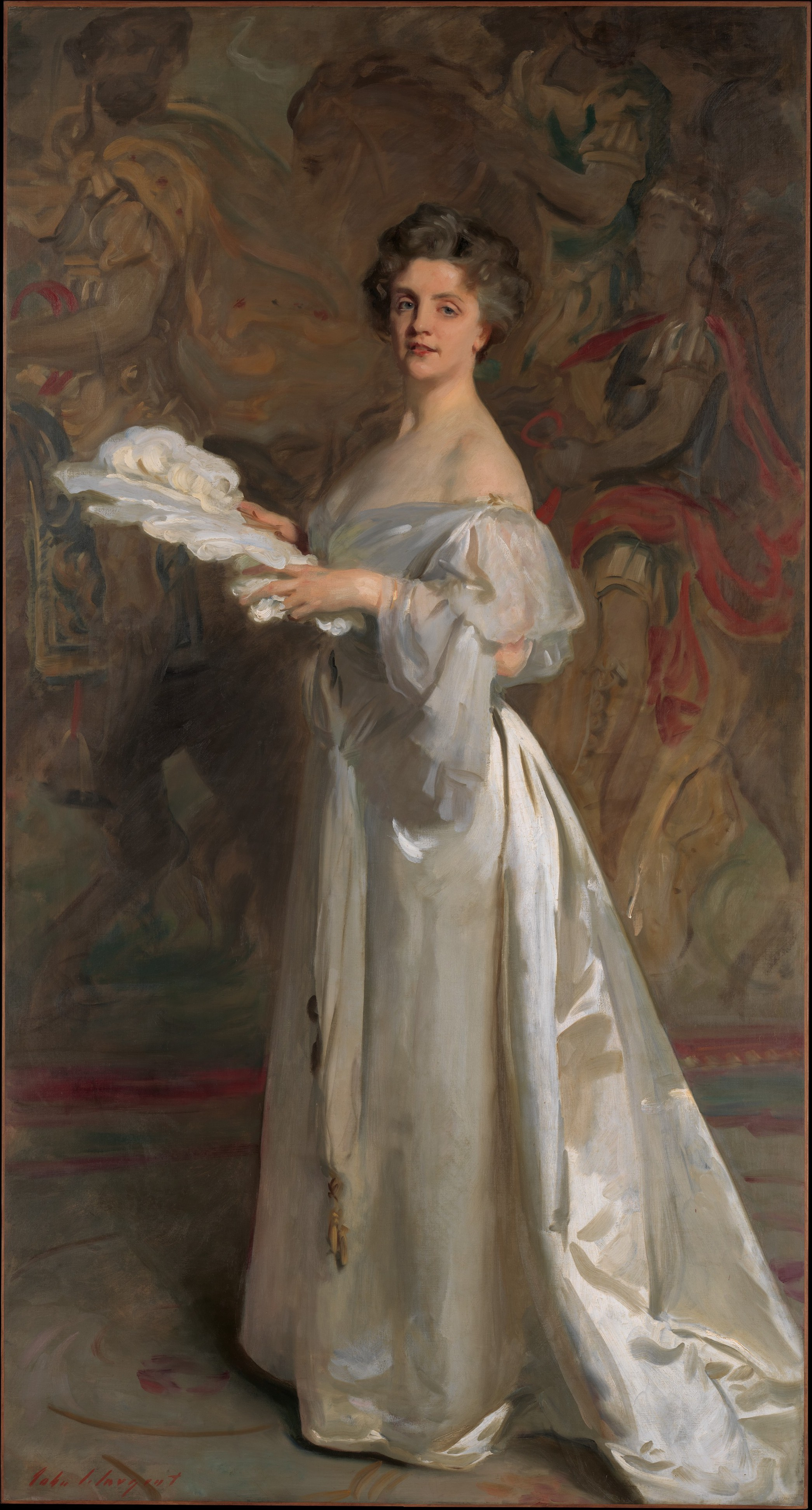
Портрет Ады Рехан кисти Д. Сарджента 1895 года

Рехан была настолько популярна в 1880-х и 90-х годах, что сыграла более 200 партий. Джордж Бернард Шоу, Марк Твен и Оскар Уайльд (написавший партию миссис А. Эрлинн в «Веере леди Уиндермир», специально для нее) были среди ее многочисленных поклонников. И женщины повсюду стремились подражать ее манере поведения, ее произношению и даже ее нарядам. The Chicago Evening Mail сообщила о моде женщин, изображающих речь Рехан, женские шляпы были названы в ее честь, а портнихи предлагали ей костюмы бесплатно, чтобы их дизайнерские проекты были представлены публике.

## Уход со сцены
Когда в 1899 году умер Огюст Дейли, Рехан покинула сцену на целый год. Она вернулась с постановкой « Сладкой Нелл из Старого Друри» и туром, который возродил некоторые из ее классических ролей. Однако несовременность ее старых ролей в 1890-х годах стала очевидна.
В письме Уильяму Винтеру Рехан написала: "Я очень безразлична к будущему. Если я когда-нибудь снова продолжу свою работу, я боюсь, что это будет больше техническая игра, чем артистическая " После еще нескольких неудачных попыток Рехан окончательно ушла со сцены в 1905 году. 

## Смерть
Оставшиеся годы Рехан делила между своими домами в Нью-Йорке и английским побережьем. Она умерла от атеросклероза и рака в Нью-Йорке в 1916 году. Ее прах захоронен на кладбище Грин-вуд в Бруклине .

## Наследие
Ада Рехан вызывала всеобщее восхищение как в Америке, так и в Европе: она выступала в Париже, Берлине, Гамбурге, Лондоне, Эдинбурге, Дублине и Стратфорде-на-Эйвоне. Когда она умерла, газеты по всей стране оплакивали ее кончину, включая известный некролог в The New York Times.
Дейли изобразил Рехан в виде Музы Комедии на афише своего театра.
Рехан стала моделью для серебряной статуи Справедливости, которая была представлена в рамках выставки горных работ штата Монтана на Всемирной выставке в Чикаго в 1893 году Спустя более 25 лет после смерти Ады Рехан в ее честь был назван корабль типа «Либерти» времен Второй мировой войны — военный корабль США «Ада Рехан» .

## Роли
- Беатрис Много шума из ничего[13]
- Розалинда в фильме « Как вам это понравится»
- Катерина в «Укрощение строптивой»
- Альт в Двенадцатой ночи
- Леди Тизл в Школе скандала
- Валентина Оспри в «Железной дороге любви»
- Пегги в «Деревенской девушке»
- Кейт Верити в Сквайре
- Нэнси Брашер в Nancy and Company
- Горничная Мэриан в Tennyson 's Foresters
- Роксана в постановке Дэли Сирано де Бержерака
- Порция в «Венецианском купце»

Она также сыграла главные женские персонажи в:
- Золушка в школе
- Иглы и булавки
- Деревянная ложка
- В нерабочее время
- Наш английский друг

## Публикации
- Уильям Винтер, Ада Рехан: исследование (ограниченное издание, Нью-Йорк, 1891)
- Уильям Винтер, Тени сцены (Нью-Йорк, 1892)
- Л. К. Стрэнг, Известные актрисы дня в Америке (Бостон, 1899 г.)
- Норман Хэпгуд, Сцена в Америке, 1897—1900 (Нью-Йорк, 1901)
- Уильям Винтер, Бумажник времени, том II (Нью-Йорк, 1913)